# ო
Das On (ო) ist der 14. Buchstabe des georgischen Alphabets. Der Buchstabe stellt den Laut [⁠ɔ⁠] dar und wird im Deutschen mit dem Buchstaben O transkribiert.
Heute wird im Mchedruli-Alphabet nur noch das ო verwendet. Im historischen Chutsuri-Alphabet gab es noch den Großbuchstaben Ⴍ; das kleingeschriebene Pendant dazu war das ⴍ.
Es war dem Zahlenwert 70 zugeordnet.

## Zeichenkodierung
Das On ist in Unicode an den Codepunkten U+10DD (Mchedruli) bzw. U+10AD (Chutsuri-Großbuchstabe) und U+2D0D (Chutsuri-Kleinbuchstabe) zu finden.